# Sandava melaleucata
Sandava melaleucata är en fjärilsart som beskrevs av Walker 1862. Sandava melaleucata ingår i släktet Sandava och familjen nattflyn. Inga underarter finns listade.